# Björnhammarbergets naturreservat
Björnhammarbergets naturreservat är ett naturreservat i Strömsunds kommun i Jämtlands län.
Området är naturskyddat sedan 2022 och är 236 hektar stort. Reservatet ligger sydväst om Lidsjöberg och består av  Björnhammarberget samt Tallbergets östsluttning mot Ströms Vattudal bevuxna med grannuturskog med gran och tall.